# The Constant Gardener - La cospirazione
The Constant Gardener - La cospirazione (The Constant Gardener) è un film del 2005 diretto da Fernando Meirelles.
Si tratta della trasposizione del romanzo Il giardiniere tenace di John le Carré, basato su un famoso contenzioso legale cui la multinazionale Pfizer si trovò coinvolta per la sperimentazione illegale di un proprio farmaco, caso che venne sollevato per la prima volta da una nota inchiesta del The Washington Post.

## Trama
Kenya. Justin Quayle, funzionario dell'Alto Commissariato Britannico in Kenya e appassionato giardiniere nel tempo libero, apprende che la moglie Tessa, durante un viaggio di lavoro, è rimasta uccisa in mezzo al deserto, mentre il suo accompagnatore Arnold Bluhm, medico presso le popolazioni del luogo, sembra scomparso. La versione data dalle autorità incaricate delle indagini è che i due erano amanti, e che l'uomo - preso dalla gelosia - l'ha ammazzata per poi darsi alla fuga. Prostrato dalla notizia, Justin ricorda il loro primo incontro, i momenti di intimità, la dedizione della moglie per il suo lavoro nel quale non ha mai voluto coinvolgerlo, e anche la perdita del loro figlio, morto durante il parto.
Justin, immediatamente dopo la morte della consorte, vede la sua casa perquisita dalla polizia, e subito dopo rinviene una strana lettera inviata dal collega diplomatico Sandy Woodrow alla moglie, iniziando quindi ad insospettirsi. Justin scopre inoltre che Bluhm era omosessuale, venendo poi fermato dalla polizia locale mentre ricerca un ragazzino la cui sorella era morta in ospedale lo stesso giorno del parto di Tessa, e sospetta vi sia un legame tra la somministrazione di farmaci sperimentali alla popolazione e l'omicidio della moglie. In particolare, scopre che la moglie aveva scritto una lettera a Bernard Pellegrin, capo di Justin e alla guida del Foreign and Commonwealth Office, riguardante l'illegalità dei test di un farmaco per la tubercolosi, sviluppato dalla multinazionale KDH.
Il cadavere di Bluhm viene ritrovato torturato e dilaniato appeso a un albero. Non poteva quindi essere stato un delitto passionale, come inizialmente sostenuto. Come risposta nell'avanzare delle sue indagini, viene richiamato a Londra, e il suo passaporto viene revocato. Grazie al cugino avvocato e con l'utilizzo di documenti falsi, Justin dapprima si reca in Germania per approfondire le indagini iniziate dalla moglie, e in seguito riesce a tornare in Africa per confrontarsi dapprima con Sandy e poi con il dottor Lorbeer e arrivare alla verità. La moglie è stata uccisa da banditi su mandato di Pellegrin, preoccupato che Tessa mandasse a monte le sperimentazioni del farmaco KDH.
Rimasto in mezzo al deserto nel ricordo della moglie, Justin viene ucciso dagli stessi banditi nel medesimo luogo. A Londra si celebra il suo funerale; parlano i colleghi di Justin, e anche lo stesso Pellegrin, che si lancia in eloqui molto positivi su Justin. Ma è la volta del cugino avvocato di prendere la parola, ed egli legge in pubblico una lettera confidenziale che il diplomatico corrotto aveva inviato a Sandy e che Tessa aveva rubato, nella quale esplicitamente ammetteva le sperimentazioni e la pericolosità della donna, smascherando così il funzionario.

## Produzione

### Riprese
Il film è stato girato tra Londra (a Canary Wharf e nella sua stazione della metropolitana, e nella Tate Modern), Berlino, Sudan e Kenya (a Nairobi, all'aeroporto di Lokichoggio e nel lago Turkana).

## Promozione

### Slogan promozionali
- Love. At any cost ("Amore. Ad ogni costo")
- La cospirazione è globale

## Accoglienza

### Incassi
La pellicola, costata 25 milioni di dollari, ha incassato globalmente 82466670 $, di cui 33565375 $ negli Stati Uniti.

### Critica
Giudicato tra i migliori film dell'anno da Roger Ebert del Chicago Sun-Times, e criticato invece da Michael Atkinson del The Village Voice, secondo l'aggregatore Rotten Tomatoes la pellicola ha ricevuto l'83% di recensioni positive.

## Riconoscimenti
- 2006 - Premio Oscar
  - Miglior attrice non protagonista a Rachel Weisz
  - Candidatura Migliore sceneggiatura non originale a Jeffrey Caine
  - Candidatura Miglior montaggio a Claire Simpson
  - Candidatura Miglior colonna sonora a Alberto Iglesias
- 2006 - Golden Globe
  - Miglior attrice non protagonista a Rachel Weisz
  - Candidatura Miglior film drammatico
  - Candidatura Migliore regia a Fernando Meirelles
- 2006 - Premio BAFTA
  - Miglior montaggio a Claire Simpson
  - Candidatura Miglior film a Simon Channing Williams
  - Candidatura Miglior film britannico a Simon Channing Williams, Fernando Meirelles e Jeffrey Caine
  - Candidatura Migliore regia a Fernando Mareilles
  - Candidatura Miglior attore protagonista a Ralph Fiennes
  - Candidatura Miglior attrice protagonista a Rachel Weisz
  - Candidatura Migliore sceneggiatura non originale a Jeffrey Caine
  - Candidatura Miglior colonna sonora a Alberto Iglesias
  - Candidatura Migliore fotografia a César Charlone
  - Candidatura Miglior sonoro a Joakim Sundström, Stuart Wilson, Mike Prestwood Smith e Sven Taits
- 2005 - British Independent Film Award
  - Miglior film
  - Miglior attore protagonista a Ralph Fiennes
  - Miglior attrice protagonista a Rachel Weisz
  - Candidatura Migliore regia a Fernando Mereilles
  - Candidatura Miglior attore o attrice non protagonista a Bill Nighy
  - Candidatura Migliore sceneggiatura a Jeffrey Caine
  - Candidatura Miglior contributo tecnico a César Charlone
- 2005 - Critics' Choice Movie Award
  - Candidatura Miglior film
  - Candidatura Miglior attrice non protagonista a Rachel Weisz
- 2006 - Festival di Cannes
  - Grand Prix Tecnico (per la colonna sonora) a Alberto Iglesias
- 2005 - Festival di Venezia
  - Candidatura Leone d'oro a Fernando Meirelles
- 2005 - Chicago Film Critics Association Award
  - Candidatura Miglior attrice non protagonista a Rachel Weisz
- 2006 - Empire Award
  - Candidatura Miglior thriller
- 2006 - Premio Goya
  - Candidatura Miglior film europeo a Fernando Meirelles
- 2005 - Southeastern Film Critics Association Award
  - Candidatura Miglior film
- 2005 - Satellite Award
  - Miglior attore non protagonista in un film drammatico a Danny Huston
  - Migliore fotografia a César Charlone
  - Candidatura Miglior colonna sonora a Alberto Iglesias
- 2005 - Screen Actors Guild Award
  - Miglior attrice non protagonista a Rachel Weisz
- 2006 - ALMA Award
  - Miglior regia a Fernando Meirelles
- 2006 - Eddie Award
  - Candidatura Miglior montaggio in un film drammatico a Claire Simpson
- 2006 - Art Directors Guild
  - Candidatura Miglior scenografia a Mark Tildesley, Chris Lowe, Denis Schnegg e Coralie Lew
- 2006 - Black Movie Awards
  - Candidatura Miglior attore non protagonista a Hubert Koundé
- 2005 - British Society of Cinematographers
  - Candidatura Miglior fotografia a César Charlone
- 2007 - Cinema Brazil Grand Prize
  - Miglior film straniero
- 2005 - Dallas-Fort Worth Film Critics Association Awards
  - Candidatura Miglior attrice non protagonista a Rachel Weisz
- 2005 - European Film Awards
  - Candidatura Miglior film internazionale a Fernando Meirelles
- 2005 - Evening Standard British Film Awards
  - Miglior film a Fernando Meirelles
  - Miglior attore protagonista a Ralph Fiennes
- 2006 - NAACP Image Award
  - Candidatura Miglior film indipendente o straniero
- 2006 - Imagen Foundation Awards
  - Candidatura Miglior regia a Fernando Meirelles
- 2006 - London Critics Circle Film Awards
  - Film britannico dell'anno
  - Attore britannico dell'anno a Ralph Fiennes
  - Attrice britannica dell'anno a Rachel Weisz
  - Produttore britannico dell'anno a Simon Channing Williams
  - Candidatura Film dell'anno
  - Candidatura Regista dell'anno a Fernando Meirelles
  - Candidatura Sceneggiatore dell'anno a Jeffrey Caine
- 2006 - Golden Reel Award
  - Candidatura Miglior montaggio sonoro in un film straniero
  - Candidatura Miglior montaggio sonoro (Colonna sonora)
- 2006 - Online Film Critics Society Awards
  - Candidatura Miglior attrice non protagonista a Rachel Weisz
  - Candidatura Miglior sceneggiatura non originale a Jeffrey Caine
  - Candidatura Miglior montaggio a Claire Simpson
- 2006 - Political Film Society
  - Premio degli umani diritti
- 2005 - San Diego Film Critics Society Awards
  - Miglior attrice non protagonista a Rachel Weisz
- 2006 - USC Scripter Award
  - Candidatura Miglior sceneggiatura a Jeffrey Caine e John le Carré
- 2006 - Vancouver Film Critics Circle
  - Candidatura Miglior attrice non protagonista a Rachel Weisz
- 2005 - Washington DC Area Film Critics Association Awards
  - Candidatura Miglior regia a Fernando Meirelles
- 2006 - World Soundtrack Awards
  - Colonna sonora originale dell'anno a Alberto Iglesias
  - Compositore dell'anno a Alberto Iglesias
- 2006 - WGA Award
  - Candidatura Miglior sceneggiatura non originale a Jeffrey Caine

## Beneficenza
Nell'estate del 2004, verso il termine delle riprese in Africa, il cast e la troupe del film decisero di donare 75 000 sterline (circa 80 000 euro) per costituire la Constant Gardener Trust, fondazione che si occupa di aiutare la popolazione locale.